# Neonstadt
Neonstadt ist ein deutscher Episodenfilm von 1982. Die Nachwuchsregisseure Gisela Weilemann, Helmer von Lützelburg, Dominik Graf, Johann Schmid und Wolfgang Büld zeichnen in insgesamt fünf Episoden das Bild der No-Future-Generation Anfang der 1980er Jahre.

## Hintergrund
Unter Gesamtleitung von Eckhart Schmidt inszenierten die fünf Absolventen der Hochschule für Fernsehen und Film München jeweils eine Episode, in der das illusionslose Dasein der Jugend zu Beginn der 1980er Jahre wiedergeben wurde.

### Episoden
| Titel                      | Regie                 |
| -------------------------- | --------------------- |
| Verliebt, verlobt, BRD-igt | Gisela Weilemann      |
| Star                       | Helmer von Lützelburg |
| Running Blue               | Dominik Graf          |
| Panter Neuss               | Johann Schmid         |
| Disco Satanica             | Wolfgang Büld         |

## Auszeichnungen
- 1982: Filmband in Gold (Deutscher Filmpreis) für Episode Panter Neuss von Johann Schmid[1]

## Rezeption
Das Lexikon des internationalen Films findet Neonstadt zwar „oft schick gestylt“, aber „meist allzu deutlich an ausländischen Vorbildern und Genre-Klischees orientiert“. Zudem seien alle Episoden von der zu ihrer Entstehungszeit modernen, „illusionslos-trotzigen No future-Attitüde“ geprägt.